# Берлинер, Генри
Генри Берлинер (англ. Henry Berliner, 13 декабря 1895 — 1 мая 1970) — пионер авиации и вертолетостроения в Соединенных Штатах.

## Биография
Шестой сын изобретателя Эмиля Берлинера, он родился в Вашингтоне, округ Колумбия. Два года изучал машиностроение в Корнельском университете, а затем поступил в Массачусетский технологический институт. После непродолжительной работы аэрофотосъемщиком в армейской авиации, в 1919 году Генри вернулся в Вашингтон, чтобы помочь своему отцу в исследованиях вертолета, которые велись в течение многих лет.